# Gåstjärnen (Hackås socken, Jämtland)
Gåstjärnen är en sjö i Bergs kommun i Jämtland och ingår i Ljungans huvudavrinningsområde.